# Миколаївський суднобудівний завод
Микола́ївський суднобудівни́й заво́д — одне з найбільших українських суднобудівних підприємств, розташоване в місті Миколаєві.

## Історія

### Адміралтейство

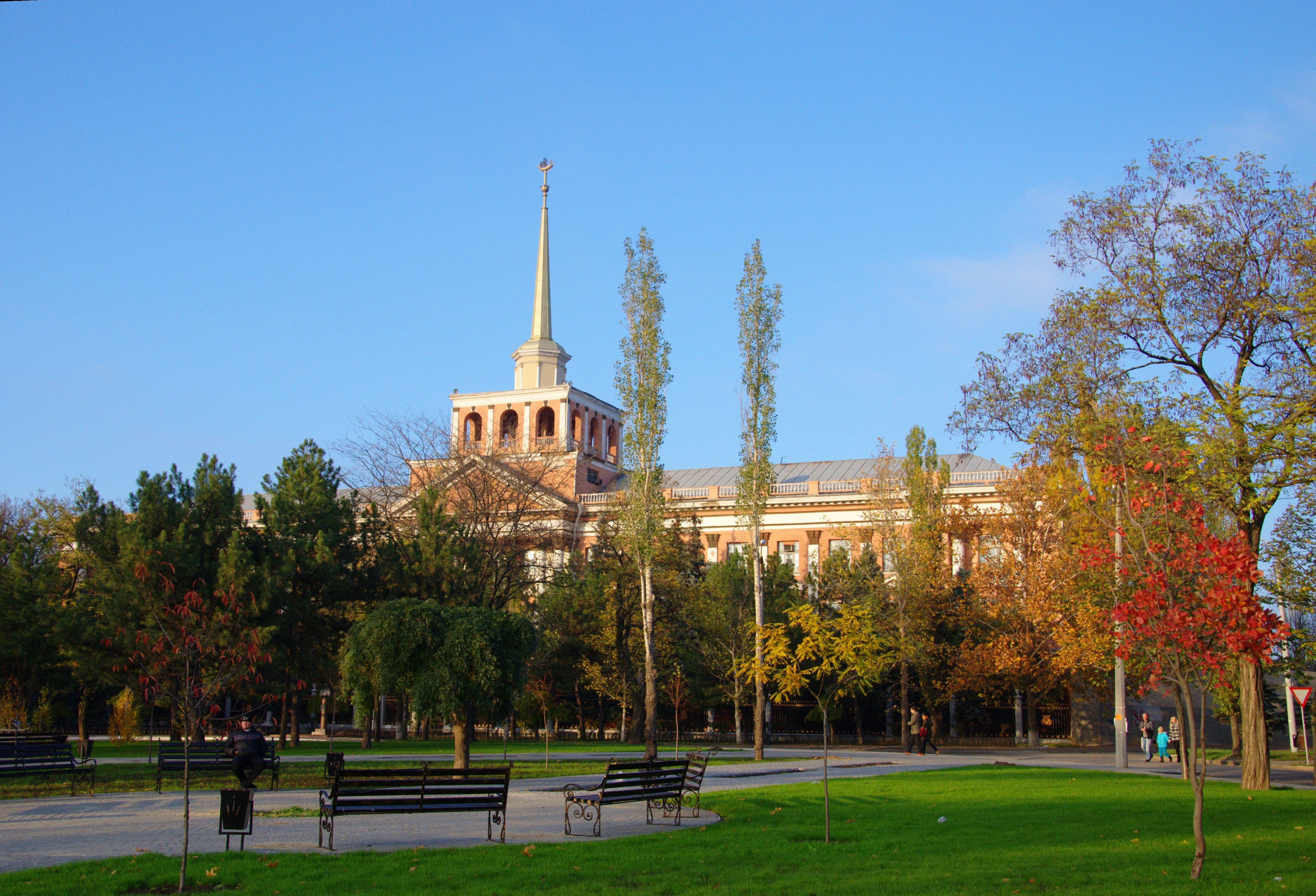
Заводоуправління, на передньому плані — Манганаріївський сквер

1788 — заснування Миколаївського адміралтейства (перша назва заводу).
1789 — спущений на воду перший корабель 44-гарматний фрегат «Святий Миколай», за ним був виготовлений цілий ряд бойових кораблів, основним призначенням яких був захист південних рубежів Російської імперії.
1851 — за наполяганням адмірала Лазарева здійснилася перша суттєва реконструкція верфі.
1856–1867 — почався період броненосного суднобудування. З цієї серії суден особлива історична місія випала броненосцю «Князь Потьомкін Таврійський». Будівництво ескадрених броненосців на заводі тривало до 1910 року.
Наприкінці XIX століття Миколаївське Адміралтейство опинилось у скрутному становищі через відсутність своєчасної модернізації виробництва, тому було вирішено на місті застарілих корпусів побудувати новий завод і сухі доки в районі Соляних хуторів. Від цих планів відмовились, коли геологічні вишукування, здійснені на місці розташування сухих доків, дали негативні результати. В 1910 році Адміралтейство закрили.

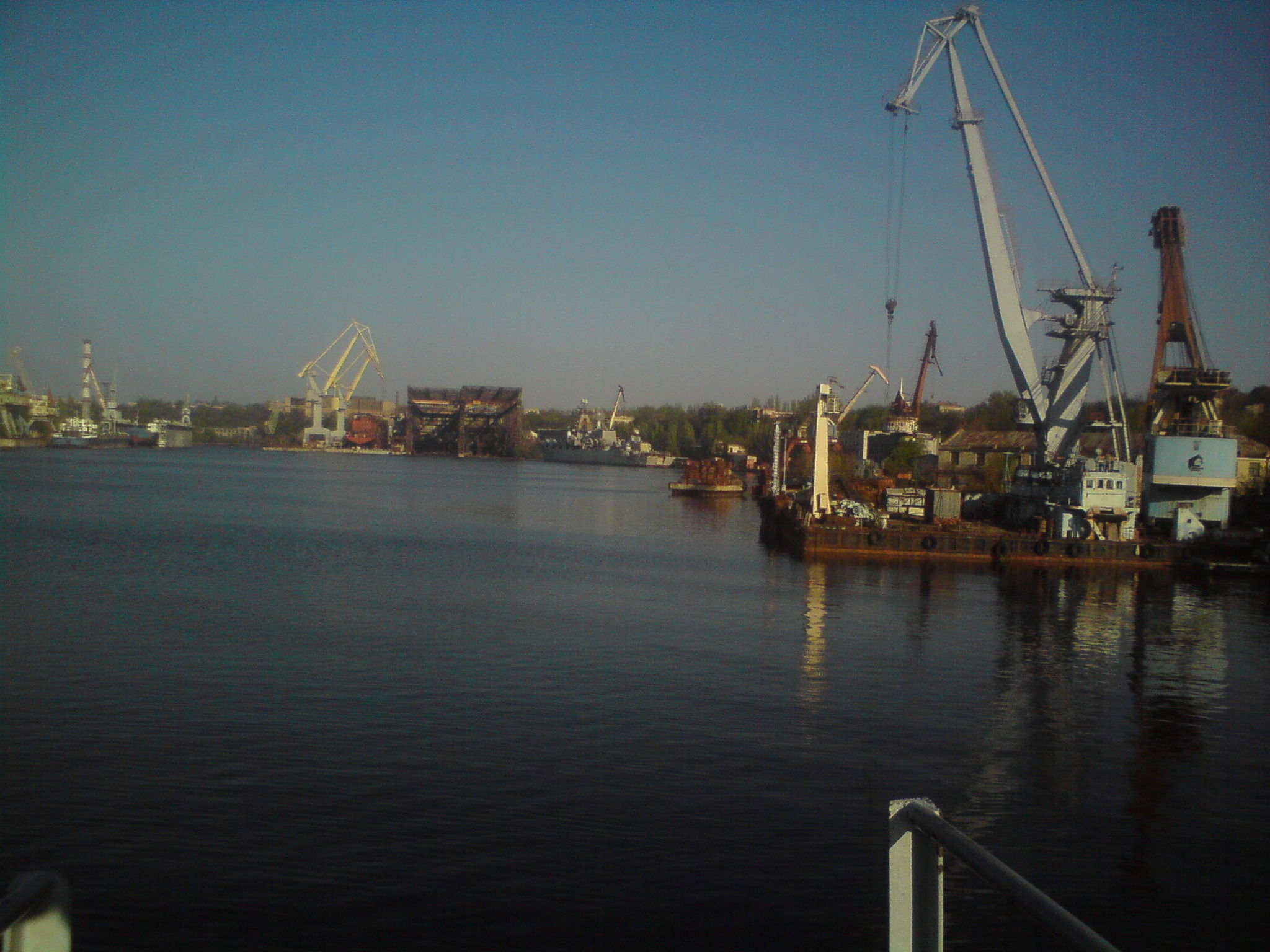
Акваторія заводу, в центрі — недобудований крейсер «Україна»

### «Руссуд»
1911–1914 — на лівому березі річки Інгул були побудовані два стапеля з елінгами, складально-зварювальний цех, ряд корпусів і добудівна набережна. Завод отримав нову назву — «Руссуд». Побудовані заводом лінійні кораблі, крейсери, десантні пароплави були найкращими суднами свого класу того часу.

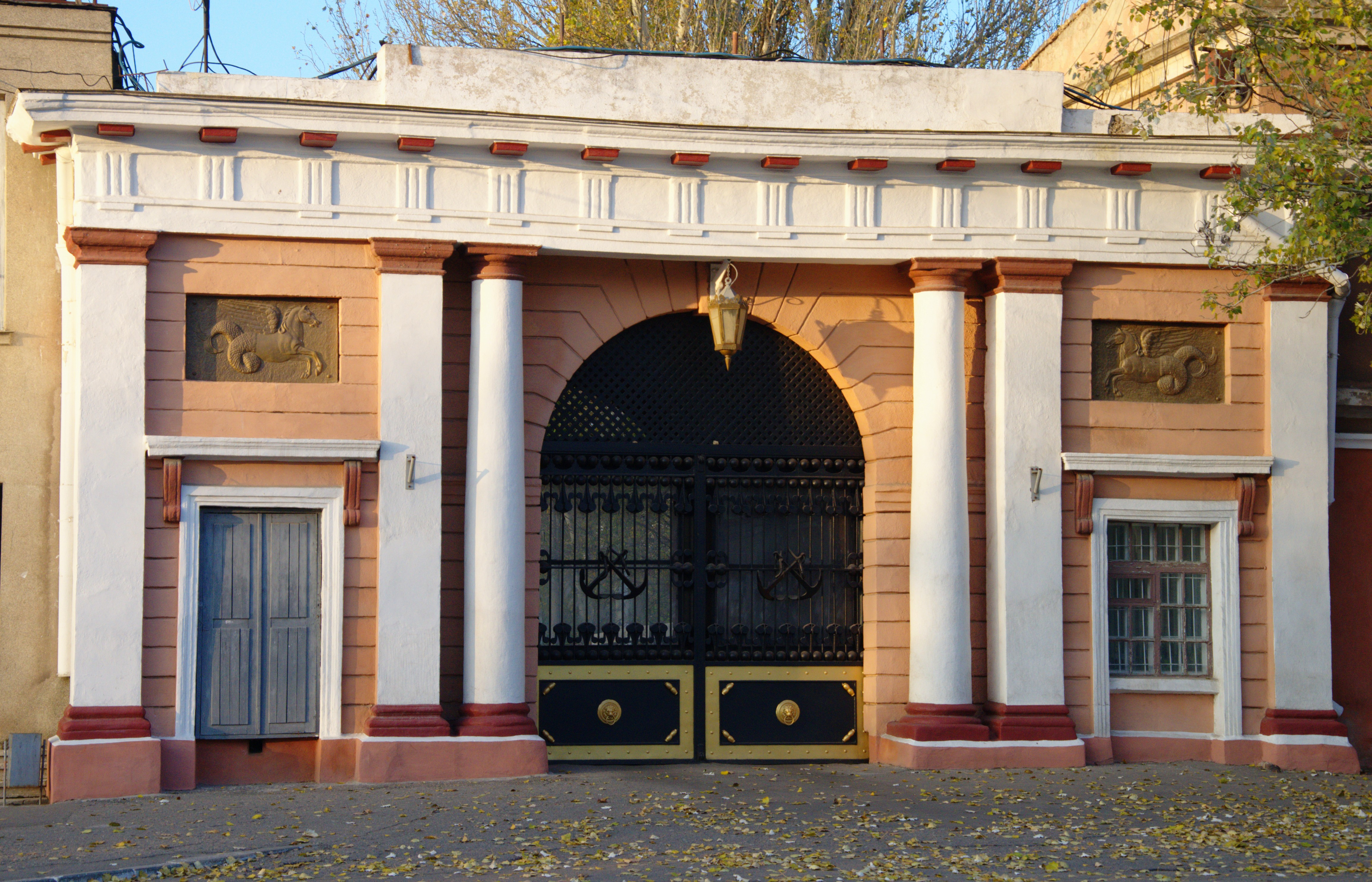
«Головні ворота» заводу

Цусімська битва, в якій Японія розбила російську ескадру, показала, що імперії потрібні нові кораблі й заводи для їх будівництва. Саме тому група морських фахівців і великих комерсантів звернула увагу на цехи Миколаївського Адміралтейства і вирішила створити акціонерне товариство для його відновлення та будівництва сучасних кораблів.
Керували заводами із Петрограду. І, бувши різними юридичними особами, у цих підприємств були спільні директори правління.
5 листопада 1911 року Установчий комітет під керівництвом генерал-лейтенанта у відставці В. М. Іванова зібрав у Петербурзі перші установчі збори акціонерів Російського суднобудівного товариства. Збори прийняли рішення про проєктування та будівництво двох лінкорів, уклало договір з Морським міністерством на оренду в Миколаєві колишнього казенного Адміралтейства і призначило директором майбутнього заводу «Руссуд» М. І. Дмитрієва.
Під будівництво заводу відвели 27,6 десятин землі на лівому березі Інгулу, до неї долучили 13,4 десятин землі, що прилягала до військового порту і 7,5 десятин під залізничну гілку (проходила територією сучасного Флотського бульвару). Була поставлене завдання побудувати новий завод за два з половиною роки. Всі виробничі об'єкти, стапелі, елінги, головна корпусна майстерня, енергетичний цех, повітряні, водяні й електричні комунікації, залізнична гілка і міст в районі Інгульського спуску будувалися одночасно.
На початку 1912 року на першому стапелі, ще не обладнаному вантажопідйомними засобами, був забетонований фундамент для закладки лінкора «Імператриця Марія». Через два місяці такий самий майданчик був підготовлений на другому стапелі. Будівництво лінкорів вели одночасно з будівництвом заводу.
В 1917 році завод припинив будівництво кораблів через економічні негаразди та політичну нестабільність.
3 серпня 1918 року Рада міністрів Української Держави схвалила законопроєкт морського міністра про перетворення заводу на самостійний казенний завод Української Держави.

### Завод ім. 61 комунара
Завод було створено в 1920 році під назвою «Тремсуд» («ТРЕст Морського СУДнобудування») шляхом об'єднання трьох підприємств: «Россуд» («РОСійське СУДнобудівельне товариство»), «Ремсуд» («РЕМонт СУДен»), «Темвод» («Трубочний і ЕлектроМеханічний заВОД»).
З 1931, коли завод отримав назву «імені 61 комунара», тут будувалися ескадрені міноносці, есмінці, підводні човни, плавзасоби забезпечення військово-морського флоту, зокрема рятувальні судна різного призначення, оснащені глибоководними комплексами. Майже третина бойового складу колишніх ВМС СРСР побудована на Суднобудівному заводі імені 61 комунара.
1938 — побудований стапель № 3, після реконструкції у 1986 році має габарити 218×42 м і дозволяє спускати судна з вагою корпуса до 28 000 тонн. На правому березі річки Інгул були побудовані механіко-складальний і монтажно-добудовний цехи (1970), добудовна набережна (1986), найбільший цех із сучасним обладнанням для випуску виробів машинобудівного виробництва (1988), штатна стоянка плавдоки (1987), енергетичні мережі і споруди, а також розпочато будівництво двох відкритих стапельних місць розміром 220×26 м кожне (1987).
У липні 1999 року завод завершив ремонт і передав Міністерству Оборони Російської федерації ударний ракетний крейсер «Москва». З квітня 1999 року почалися роботи по добудові флагмана Військово-Морських Сил України — ракетного крейсера «Україна».
З шістдесятих років завод будує рефрижераторні судна для торгового флоту. 90 суден місткістю від 260 до 500 тисяч футів були побудовані, з яких 25 судів поставлені на експорт. З 1991 року завод співпрацює з Грецькою компанією «Laskaridis Shipping Company Ltd» і з 1997 року зі спільним українсько-грецьким підприємством «Yugreftransflot-Lavinia». За час співробітництва 16 рефрижераторних суден були поставлені Замовнику і зараз рефрижераторне судно для компанії «Yugreftransflot-Lavinia» перебуває на стадії будівництва.
З 2001 по 2003 рік завод побудував і передав норвезькій компанії «Bergen Yards AS» 3 корпуси судна постачання і 2 корпуси арктичних траулерів.
У квітні-травні 2003 року — було укладено два контракти з французькою компанією «Vopak LMF» на виготовлення спеціальних фундаментів і реконструкцію барж для перевезення модулів бурової платформи.
14 червня 2003 року — укладено контракт з державним підприємством «Дельта-лоцман» на будівництво багатоцільового буксира L = 34 м з тяговим зусиллям 60 т.
27 жовтня 2003 року — укладено контракт з державною компанією «Дельта-лоцман» на будівництво криголама.
30 січня 2004 року — укладено контракт з іспанською фірмою Factoria Naval de Marin sa на будівництво двох корпусів суховантажів DWT 4500. 5 листопада 2004 проведена закладка першого корпусу і 24 грудня другого.
27 березня 2004 року — укладено контракт із норвезькою фірмою Havyard Leirvik AS на будівництво корпусу криголама 99,8 м. 8 жовтня 2004 р. відбулася урочиста закладка корпусу. Генеральним замовником комплектного судна виступає російська компанія «Севморнефтегаз». 
9 жовтня 2004 року — укладено контракт на будівництво другого корпусу криголама.
21 квітня 2005 року — укладені контракти з іспанською фірмою Factoria Naval de Marin sa на будівництво трьох (+2) корпусів суховантажів DWT 4500, що є продовженням будівництва серії контейнеровозів.
Від 2009 року завод не збудував жодного нового корабля, здійснював лише їх ремонти.
В грудні 2010 року було створено державний концерн «Укроборонпром», а з квітня 2011 року — завод введено до його складу.

### Миколаївський суднобудівний завод
Наказом від 8 вересня 2017 року Державне підприємство «Суднобудівний завод імені 61 комунара» перейменовано в ДП «Миколаївський суднобудівний завод»
30 жовтня 2017 року керівництво «Укроборонпрому» звернулося до секретаря РНБО з проханням сприяти у вирішенні долі стратегічного підприємства. Державне підприємство «Миколаївський суднобудівний завод», яке входить до складу державного концерну «Укроборонпром», зупинило роботу. Причиною зупинки в концерні називають відсутність рішення Кабінету Міністрів щодо фінансування утримання ракетного крейсера проєкту 1164. Також на цей момент були заарештовані рахунки підприємства, а заборгованість по заробітній платі становила понад 58 млн грн. Зазначається, що завод вже 3-й рік самостійно виконує відповідні роботи, оскільки припинення підтримки крейсера призведе до руйнування його енергетичних вузлів, елементів обладнання, екологічного забруднення акваторії річок Буг та Інгул.
13 листопада 2017 року Військова прокуратура Південного регіону України, опрацювавши інформаційне звернення від ДК «Укроборонпром», захистила інтереси ДП «Миколаївський суднобудівний завод» у справі заборгованості з боку приватних фірм у обсязі 800 тисяч гривень. Згідно з ухвалою господарського суду м. Києва та господарського суду Запорізької області, задоволено позови щодо повернення коштів на підприємство.
13 грудня 2017 року Кабінет Міністрів України доручив керівництву концерну «Укроборонпром» погасити заборгованість із виплати заробітної плати працівникам ДП «Миколаївський суднобудівний завод» до 25 грудня 2017 року. Про це заявив на засіданні уряду Прем'єр-міністр України Володимир Гройсман.
10 вересня 2018 року керівництво Миколаївського суднобудівного заводу та ВМС домовилися про продовження ремонту десантного катеру «Сватове», а також про прибуття ракетного катера «Прилуки».
Станом на вересень 2018 року на державному рівні прийнято рішення, що МСЗ стає головною ремонтною базою Військово-Морських Сил України та Морської Охорони ДПСУ. З трьох стапелів заводу, два найстаріші у непридатному стані і їх очікує демонтаж. Третій стапель, на якому зараз стоїть недобудоване судно, що належить колишньому замовнику, у придатному стані. Ініційовано питання про звільнення та реконструкцію 3-го стапелю. 100-тонний кран, що обслуговує цей стапель, у робочому стані. Тож у перспективних планах заводу — розгортання цивільного суднобудування, у т.р. для іноземного замовника, як це було ще 10-15 років тому.
На північній стороні заводу, яка наприкінці 80-х проходила реконструкцію під будівництво сучасних тоді есмінців пр. 956, кранове обладнання зараз не в робочому стані, але вже тривають роботи з відновлення їх працездатності. Керівництво заводу планує використовувати цю частину акваторії під сервісні операції.
За 2018 рік «Миколаївський Суднобудівний Завод» відремонтував 8 суден та кораблів. 
За доступною інформацією, у 2018 році на «Миколаївський суднобудівний завод» за чергою заходу на ремонт було скеровано:
- Малий броньований артилерійський катер «Бердянськ»
- Малий броньований артилерійський катер «Аккерман»
- Великий гідрографічний катер БГК
- Гідрографічне судно ГС-82
- Лоцманський катер ЛК-115
- Лоцманський катер «Михайло Сніцар»
- Ракетний катер «Прилуки»
- Буксир «Володимир Іванов»

23 липня 2019 року ДК «Укроборонпром» із оборотних коштів спецекспортерів, що входять до складу концерну, на рахунки державного підприємства «Миколаївський суднобудівний завод» для погашення заборгованості із заробітної плати було переказано 54,8 млн грн. Крім того, було переказано 31,7 млн грн для виплат компенсації за несвоєчасно виплачену заробітну плату, а також податків і зборів, пов'язаних із розрахунком за оплату праці. 29 липня 2019 року Генеральний директор заводу Валерій Калашников повідомив, що цей транш було здійснено в рамках угоди, за якою підприємство має повернути 86,5 млн гривень, які йому виділив Державний концерн «Укроборонпром» для погашення боргів по заробітній платні працівникам. Термінів, коли ці кошти мають бути повернуті, наразі не відомо.
Після погашення заборгованості на підприємстві сподіваються замовлень, передусім від держави — вже є доручення Президента України щодо запуску процесу демілітаризації недобудованого ракетного крейсера проєкту 1164, шифр «Атлант» (колишній «Україна», ще раніше «Адмірал флоту Лобов») та вирішення питання добудови на заводі новітнього корвету проєкту 58250.
За словами директора, демілітаризація крейсеру займе не менше 2,5 років, ближче до трьох. Крім фахівців заводу, планується залучити підрядників, зокрема фахівців миколаївського підприємства «Ера», турбінного заводу «Зоря» та інших.
Валерій Калашников також розповів, що 26-27 липня 2019 завод планує прийняти на ремонт середній десантний корабель ВМСУ «Юрій Олефіренко», зокрема планується здійснення капітального ремонту головних двигунів.
Крім того, на підприємстві повідомили, що 17 липня 2019 року з командувачем ВМС Збройних Сил України та начальником управління кораблебудування ВМС Збройних Сил України обговорювалось питання щодо будівництва нових кораблів для ВМС ЗС України, але відмовилися уточнювати, яких саме проєктів.

### Банкрутство
Миколаївський суднобудівний завод входив у десятку підприємств країни з найбільшою заборгованістю із заробітної плати перед працівниками станом на 2018 рік.
16 жовтня 2020 року з ініціативи самого ж заводу в порядку ч. 6 ст. 34 Кодексу України про процедури банкрутства, рішенням Господарського суду Миколаївської області підприємство було визнано банкрутом.
Норма, на яку посилається керівництво підприємства, передбачає, що боржник зобов'язаний у місячний термін звернутися до господарського суду з заявою про порушення провадження у справі про банкрутство в разі, якщо задоволення вимог одного або кількох кредиторів призведе до неможливості виконання грошових зобов'язань боржника в повному обсязі перед іншими кредиторами (загроза неплатоспроможності), і в інших випадках, передбачених кодексом.

### Російсько-українська війна
За майже два роки російського вторгнення в Україну завод декілька разів обстрілювали й бомбардували російські агресори. Значних пошкоджень зазнало будівля колишнього Адміралтейства, стапелі і вся територія заводу.

## Керівництво (Генеральні директори Миколаївського суднобудівного заводу)
- 1939—1941 — Халанай Йосип Абрамович
- 1944—1950 — Прибильський Іван Степанович
- 1950—1959 — Ганькевич Анатолій Борисович
- 1965—1976 — Андріанов Володимир Миколайович
- 1976—1986 — Балабаєв Георгій Матвійович
- 1986—1994 — Овдієнко Ігор Миколайович
- 1995—1996 — Черненко Дмитро Олексійович
- 1998—2002 — Жело Михайло Георгійович
- 2016—2017 — Пшенічний Ігор Миколайович[20]
- 2017–2024 — Калашников Валерій Миколайович

## Побудовано на заводі
- Підводні човни типу «Щука»
  - Щ-204
  - Щ-205
  - Щ-206
  - Щ-207
  - Щ-216
- Великі протичовнові кораблі проекту 61
  - протичовновий корабель «Комсомолець України»
  - протичовновий корабель «Сообразітєльний»
  - протичовновий корабель «Проворний»
  - протичовновий корабель «Відважний»
  - протичовновий корабель «Червоний Кавказ»
  - протичовновий корабель «Смєтливий»
- Великі протичовнові кораблі проекту 1134Б
  - протичовновий корабель «Миколаїв»
  - протичовновий корабель «Очаків»
  - протичовновий корабель «Керч»
  - протичовновий корабель «Азов»
  - протичовновий корабель «Петропавловськ»
  - протичовновий корабель «Ташкент»
  - протичовновий корабель «Таллінн»
- Крейсери проекту 1164
  - ракетний крейсер «Москва».
  - ракетний крейсер «Маршал Устинов»
  - ракетний крейсер «Варяг»
  - ракетний крейсер «Україна»

## Галерея

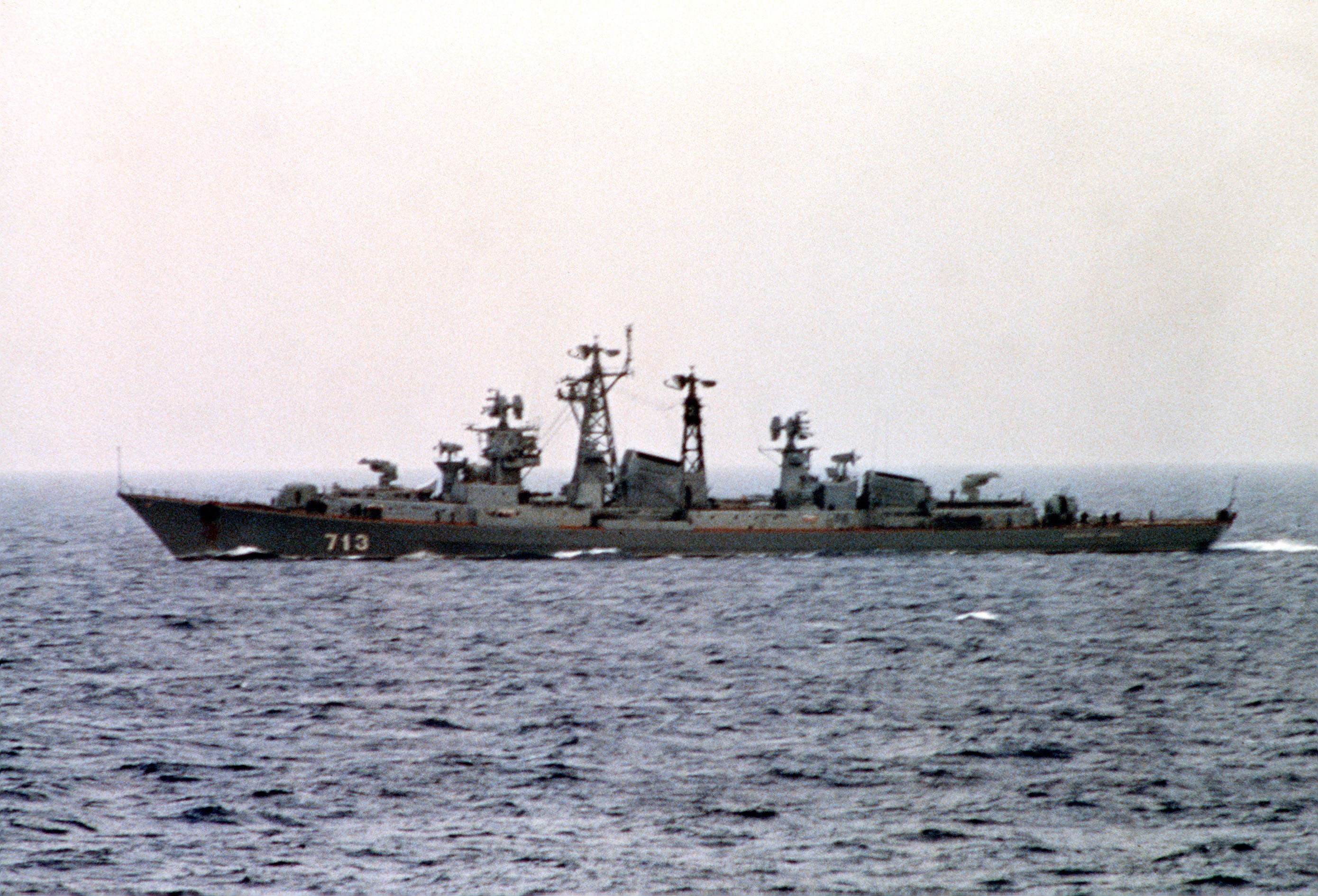
Протичовновий корабель «Комсомолець України», 30 листопада 1983
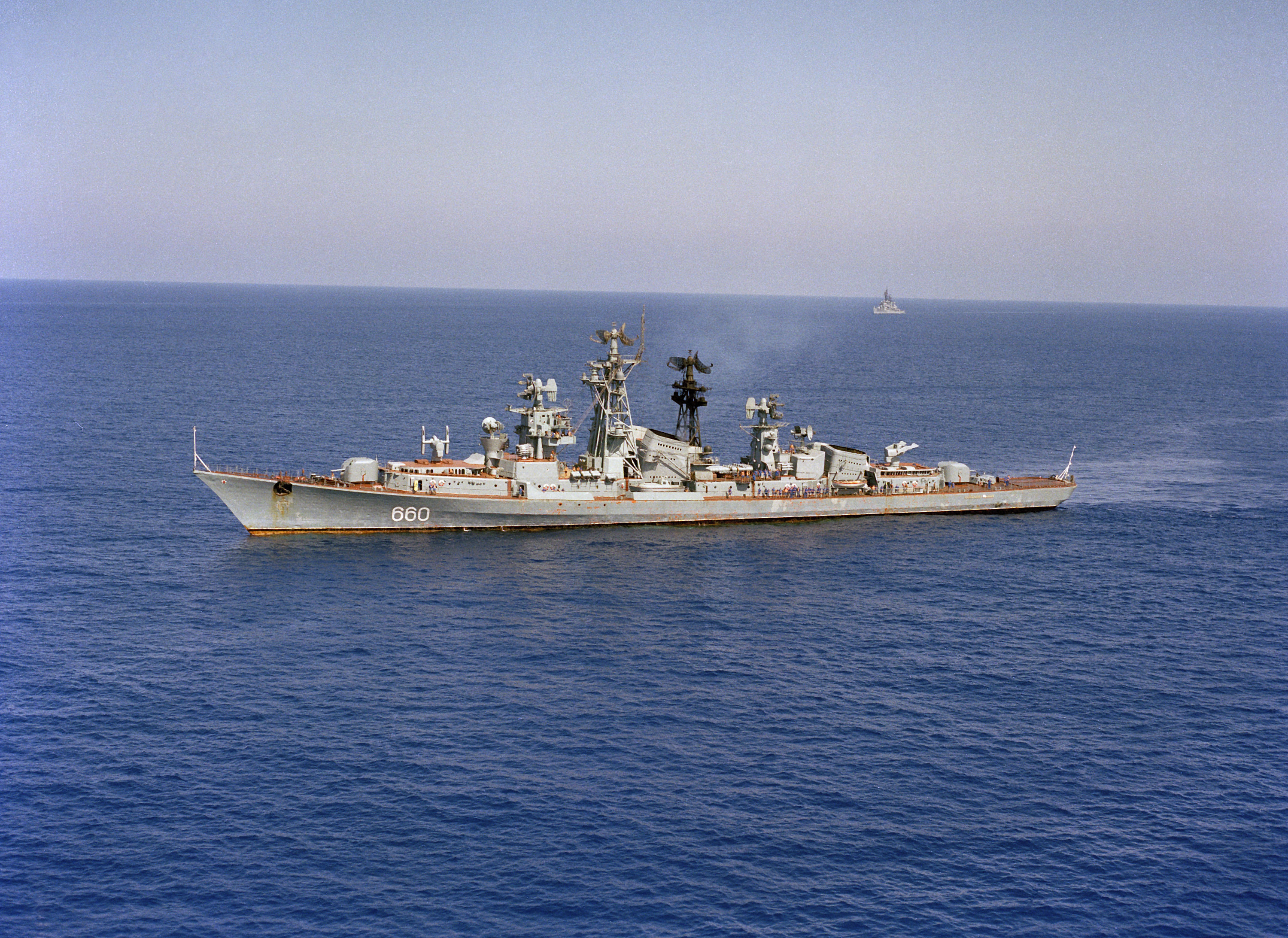
Протичовновий корабель «Сообразітєльний», 29 вересня 1983
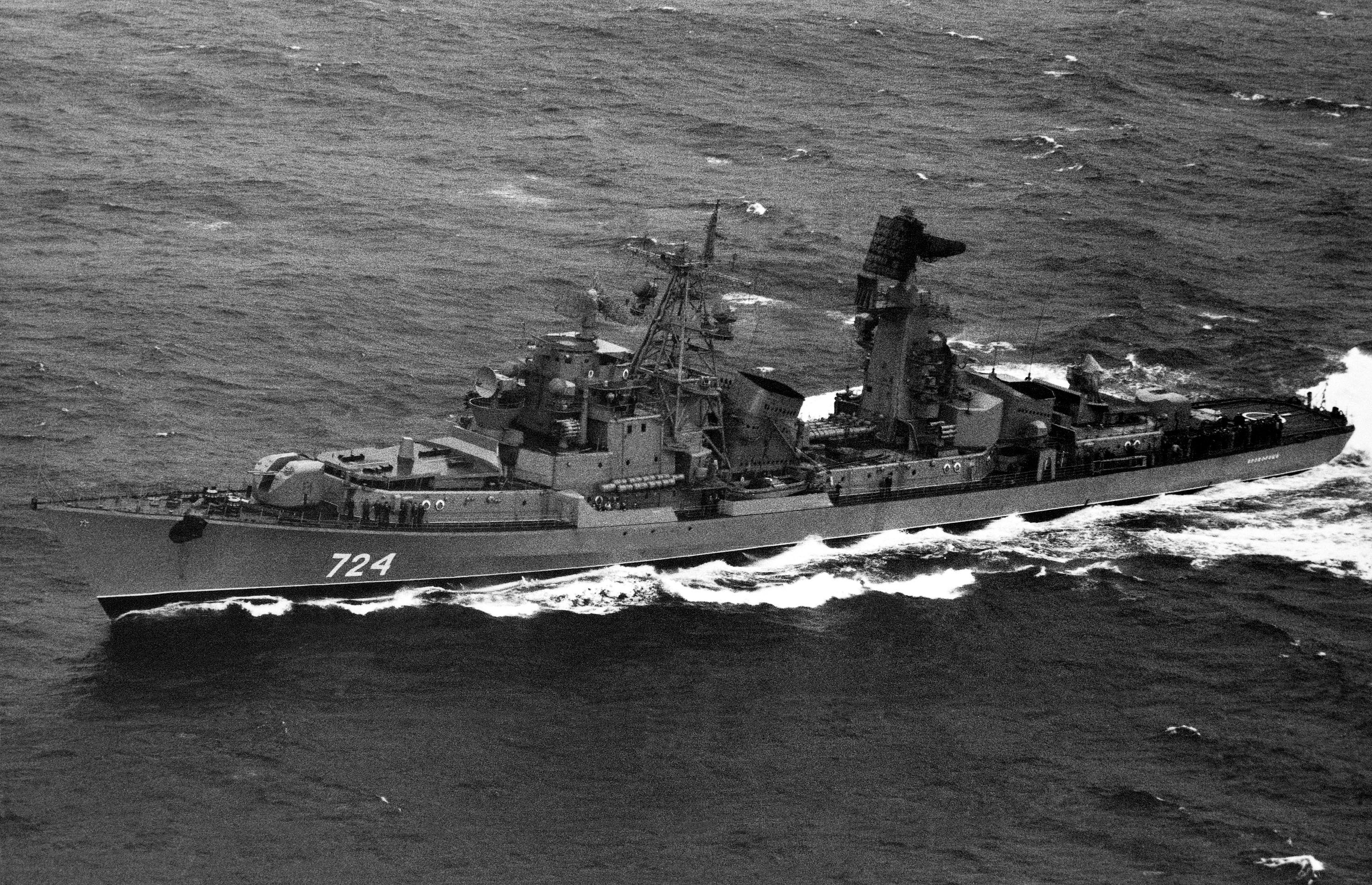
Протичовновий корабель «Проворний», 18 жовтня 1982
Протичовновий корабель «Відважний», 15 серпня 1974
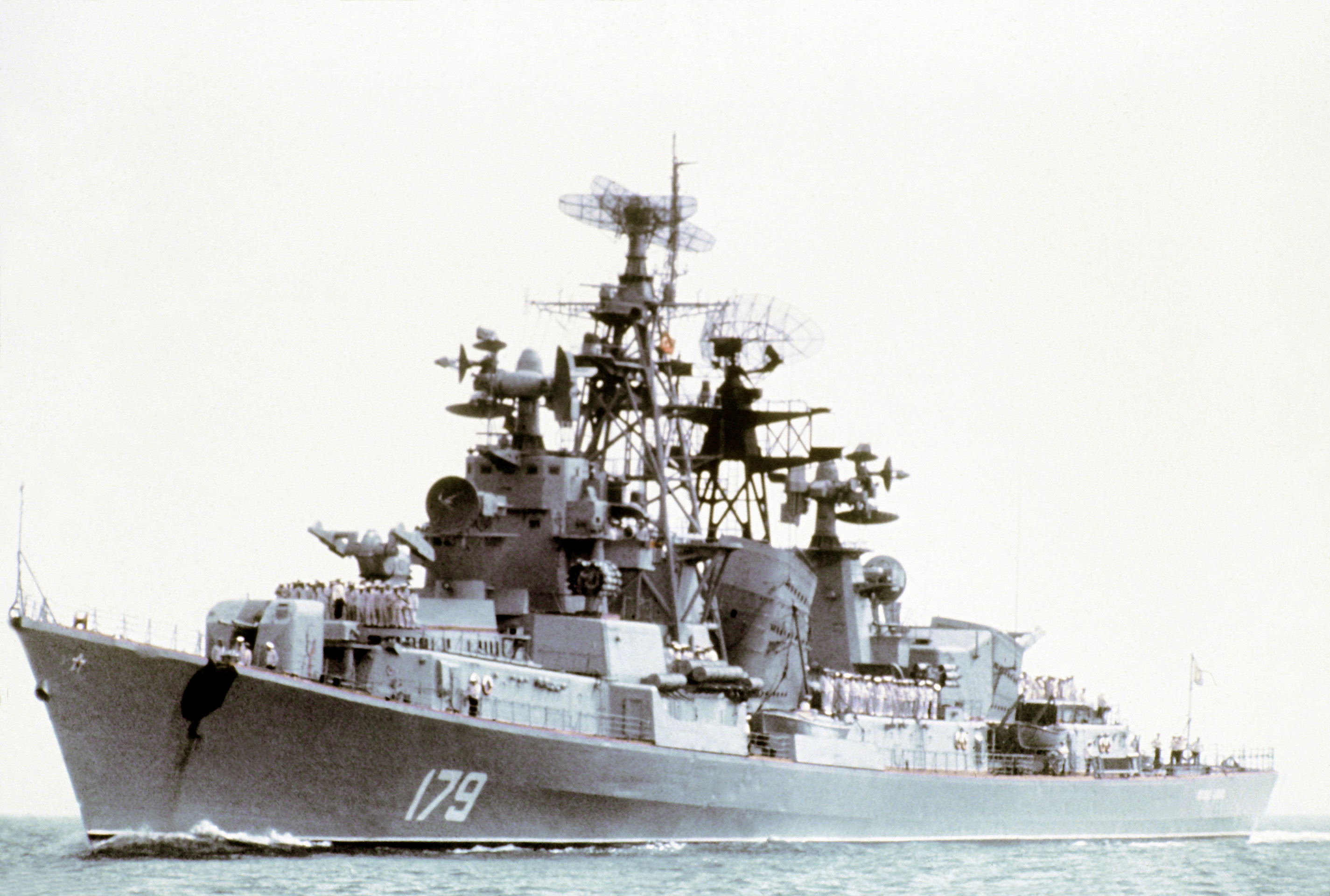
Протичовновий корабель «Червоний Кавказ», 1 травня 1982
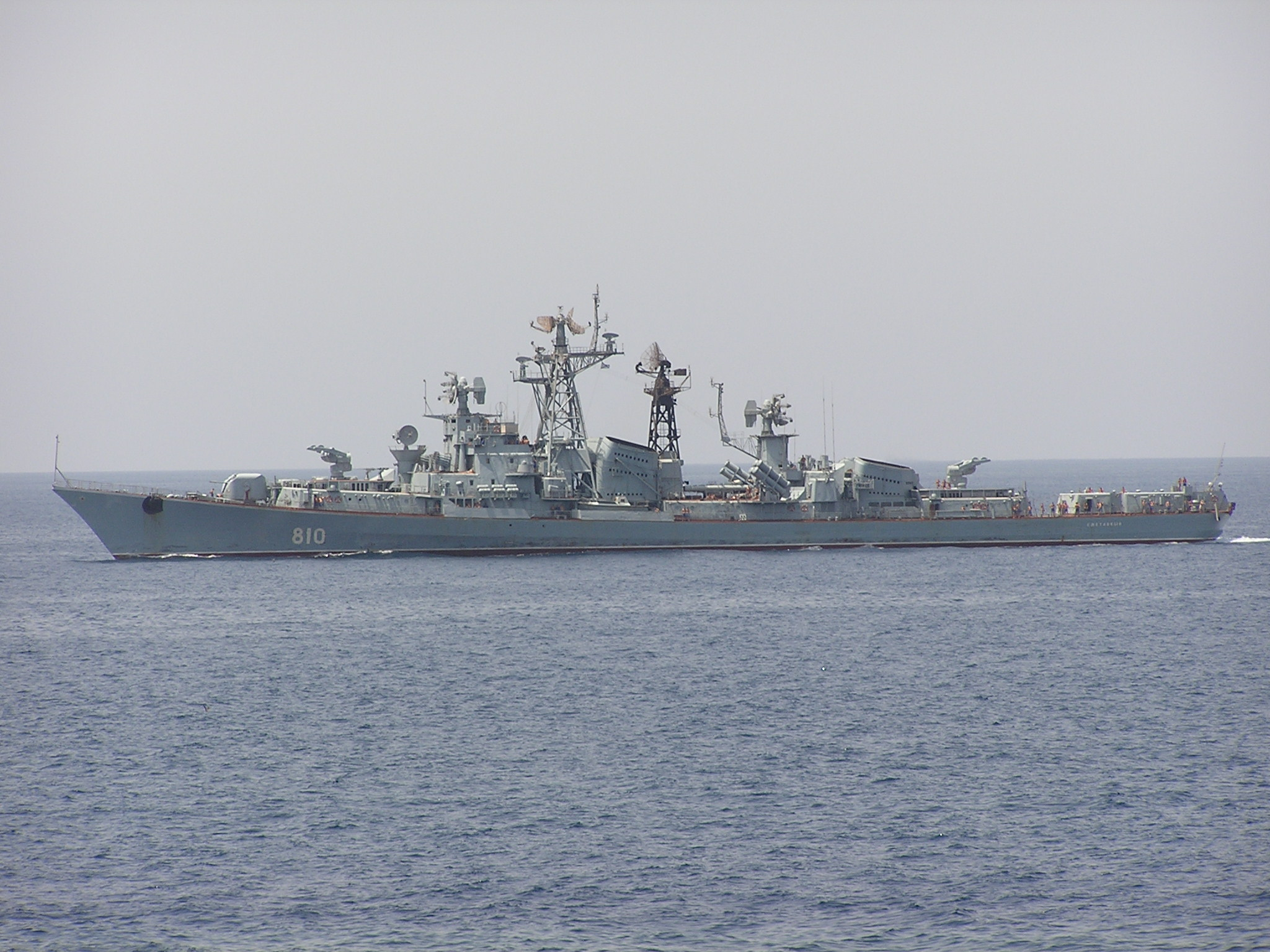
Протичовновий корабель «Смєтливий», червень 2003
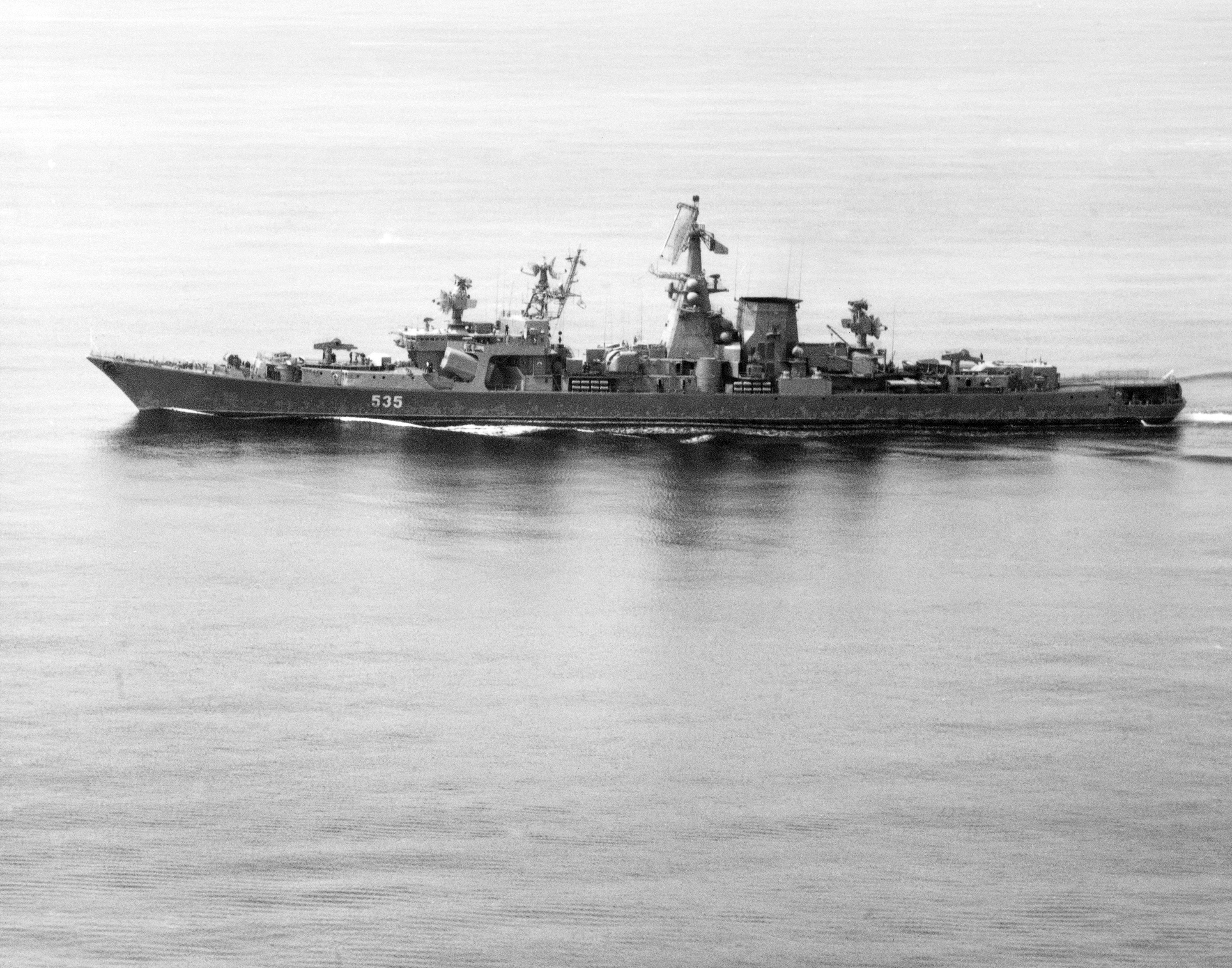
Протичовновий корабель «Миколаїв», 15 липня 1986
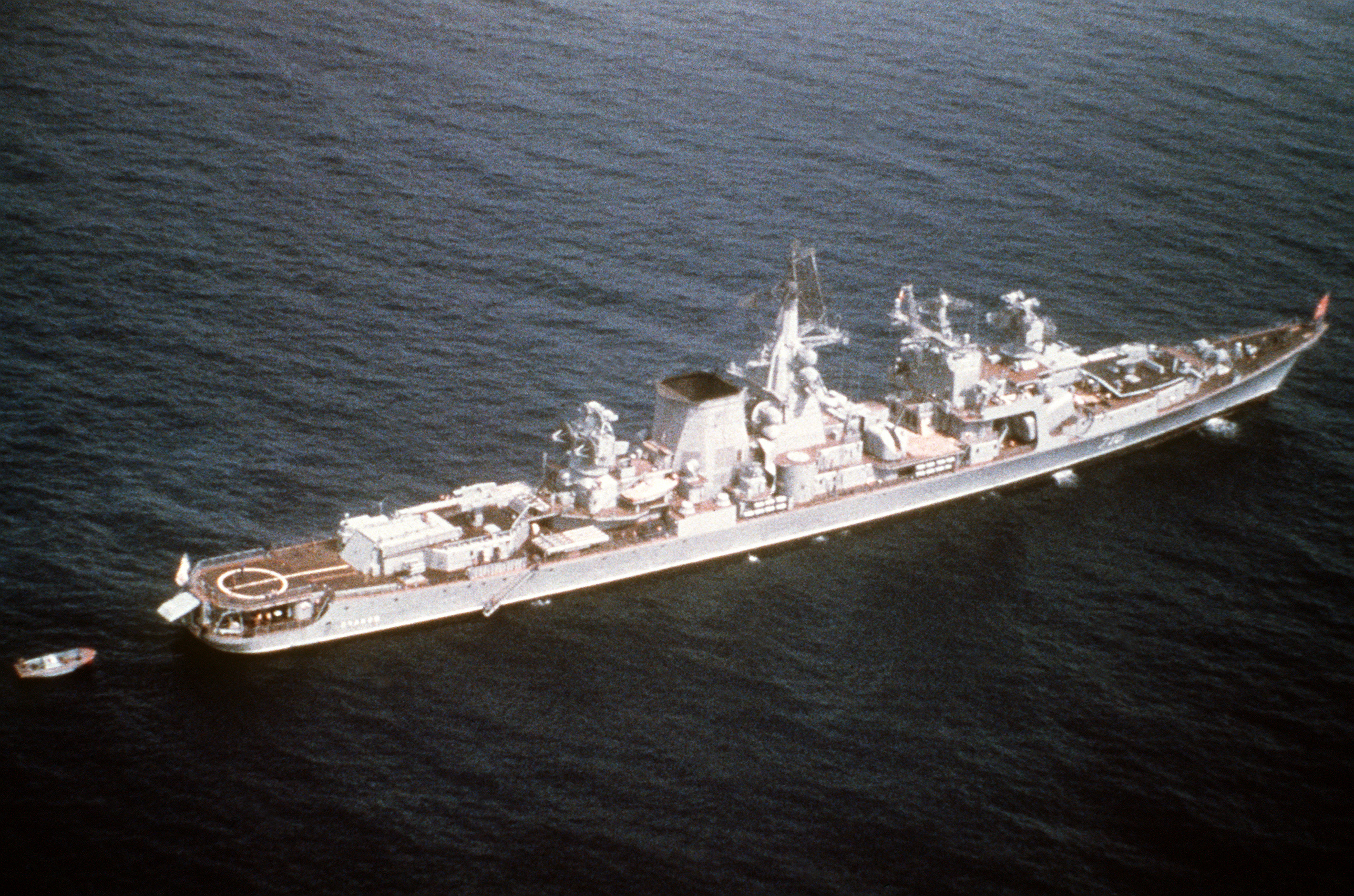
Протичовновий корабель «Очаків», 28 лютого 1982
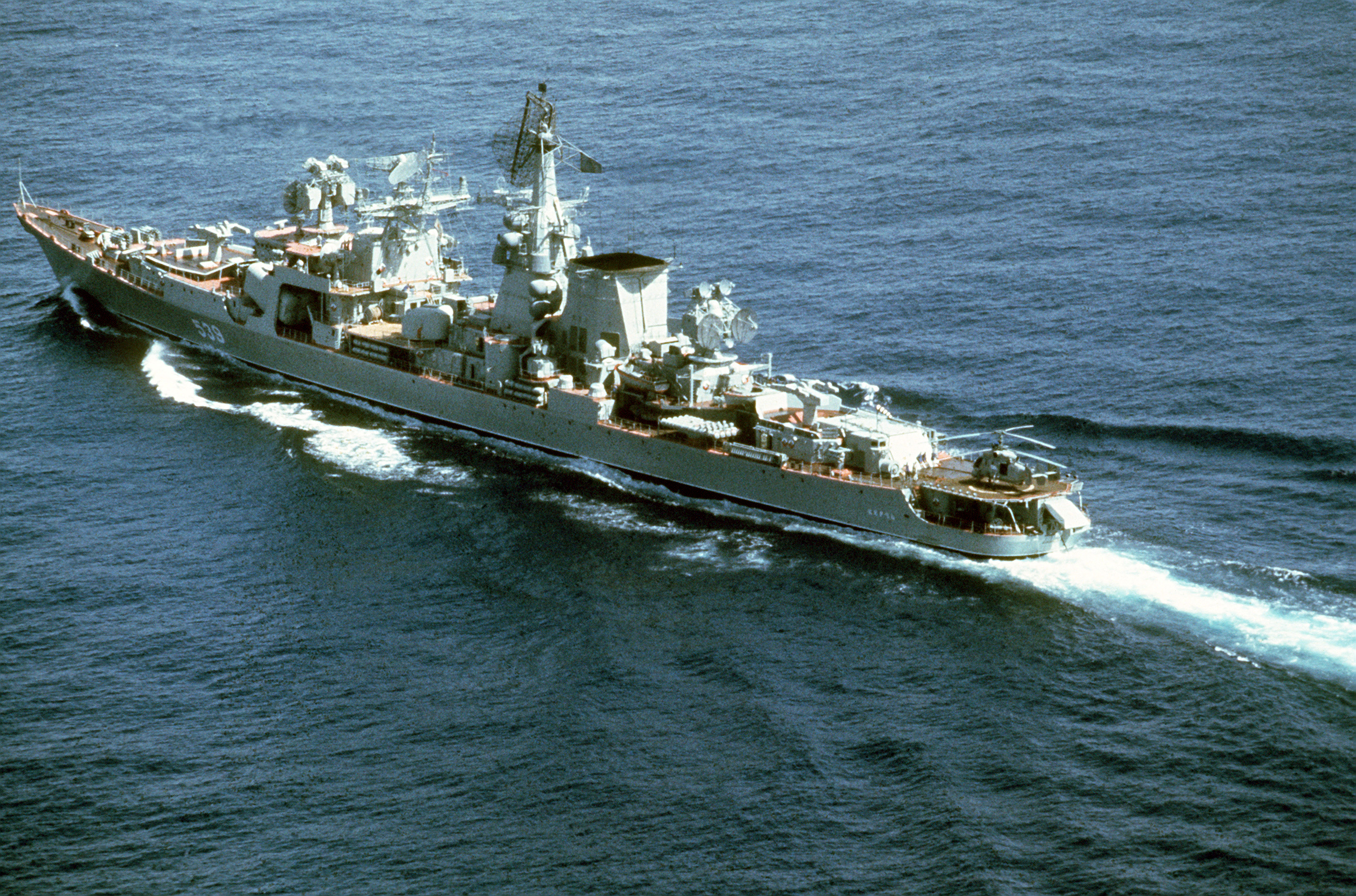
Протичовновий корабель «Керч», 1 серпня 1986
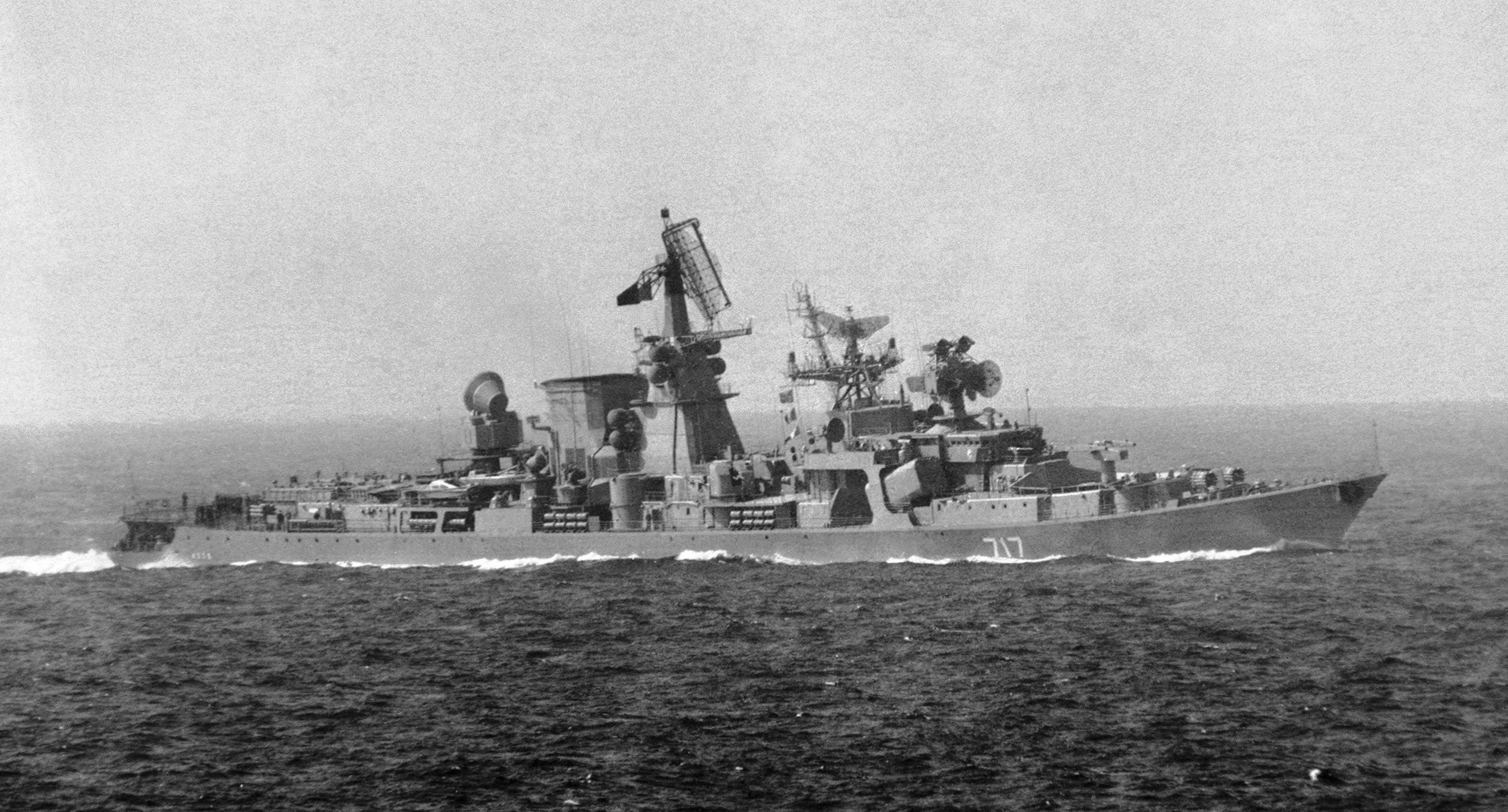
Протичовновий корабель «Азов», 1988
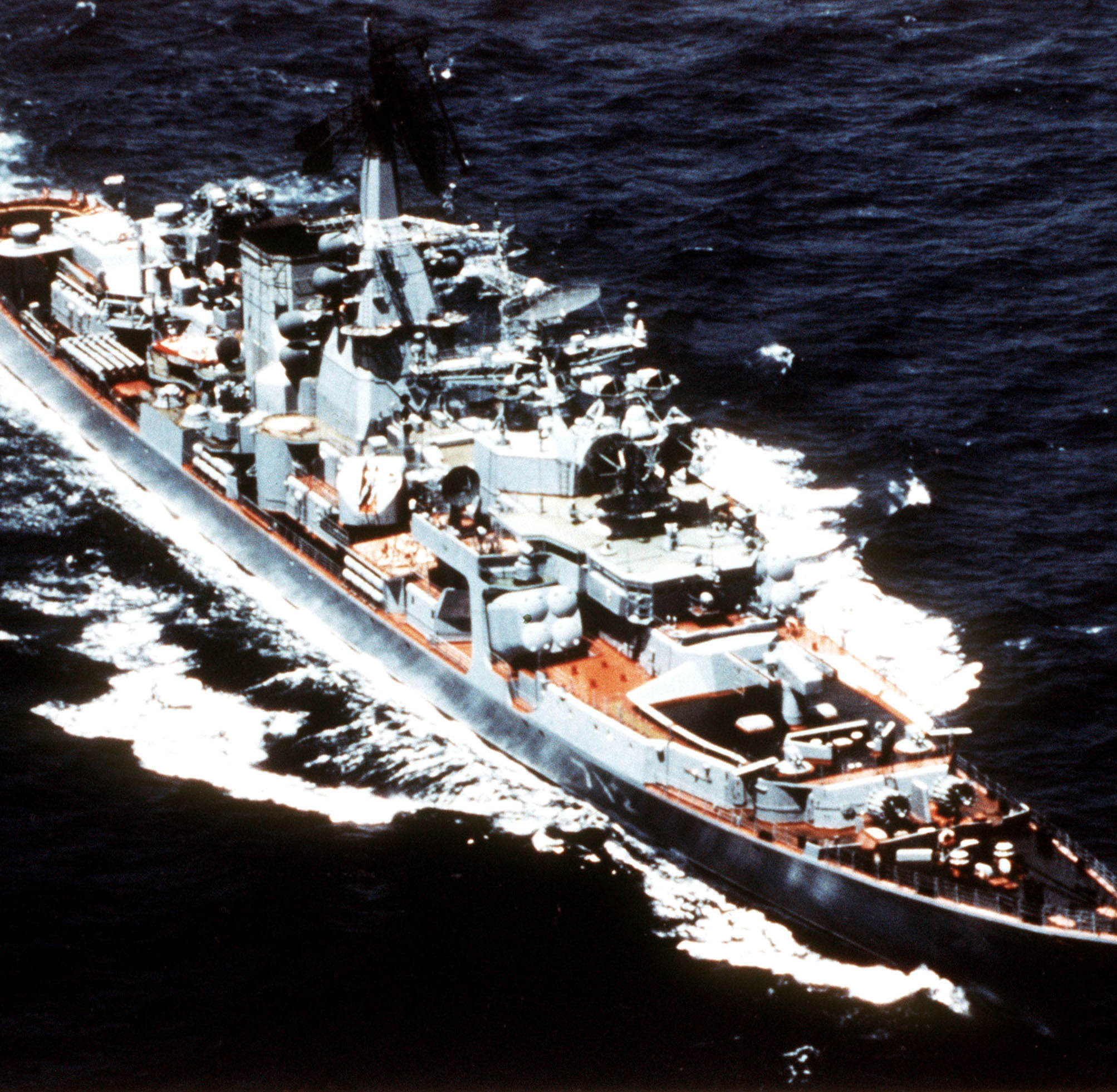
Протичовновий корабель «Петропавловськ», 23 травня 1984
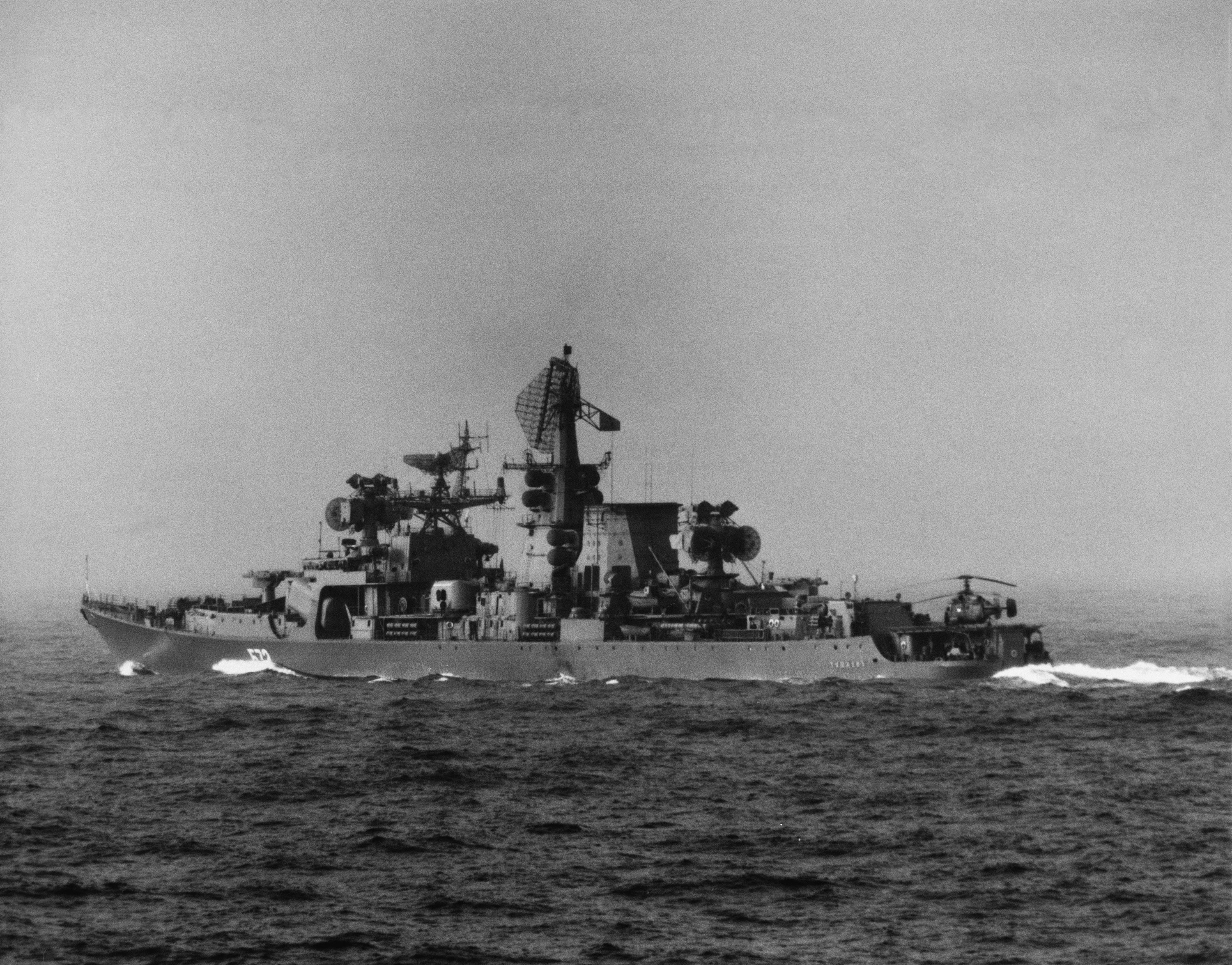
Протичовновий корабель «Ташкент», 1985
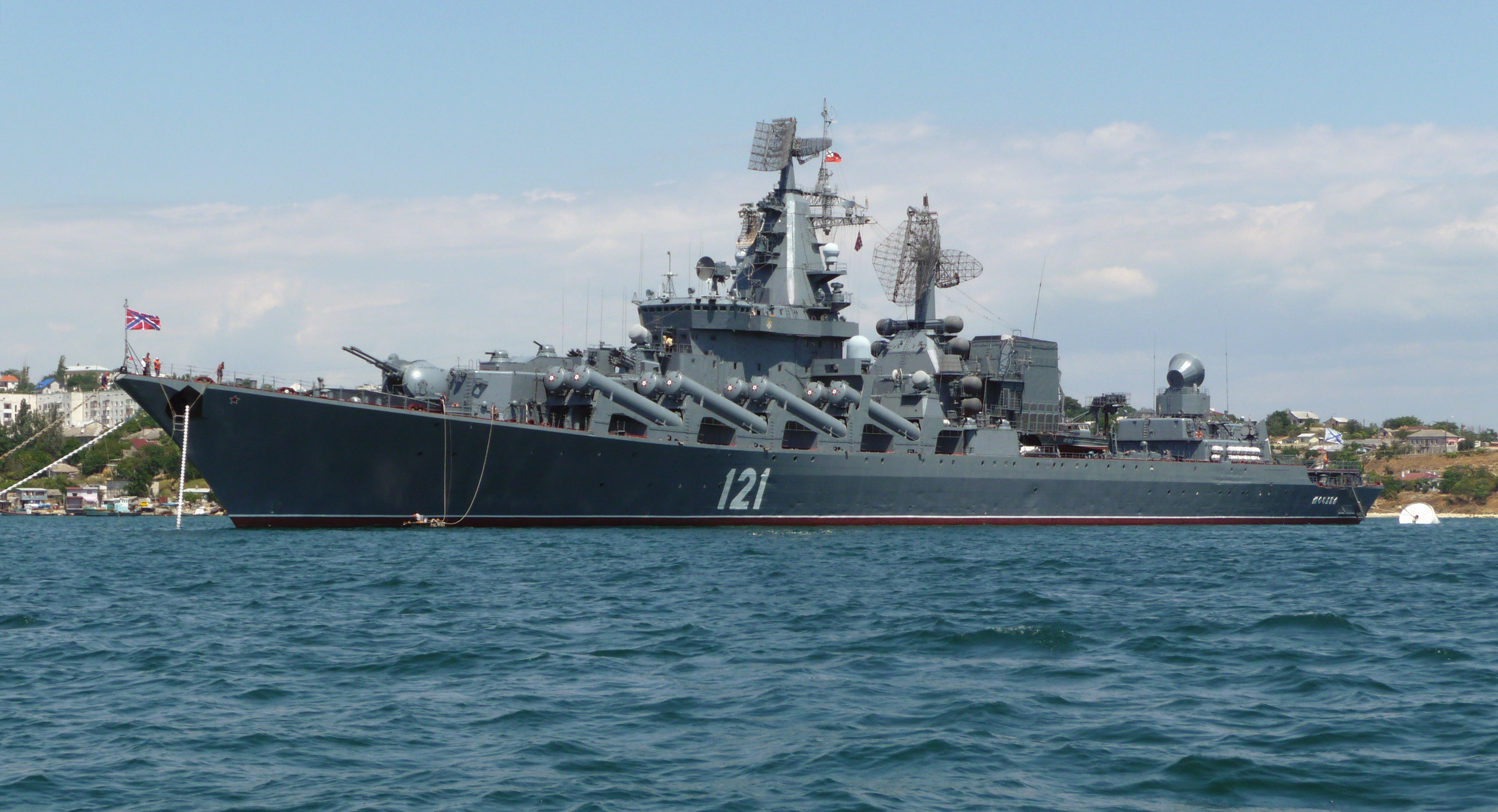
Ракетний крейсер «Москва», 22 липня 2009
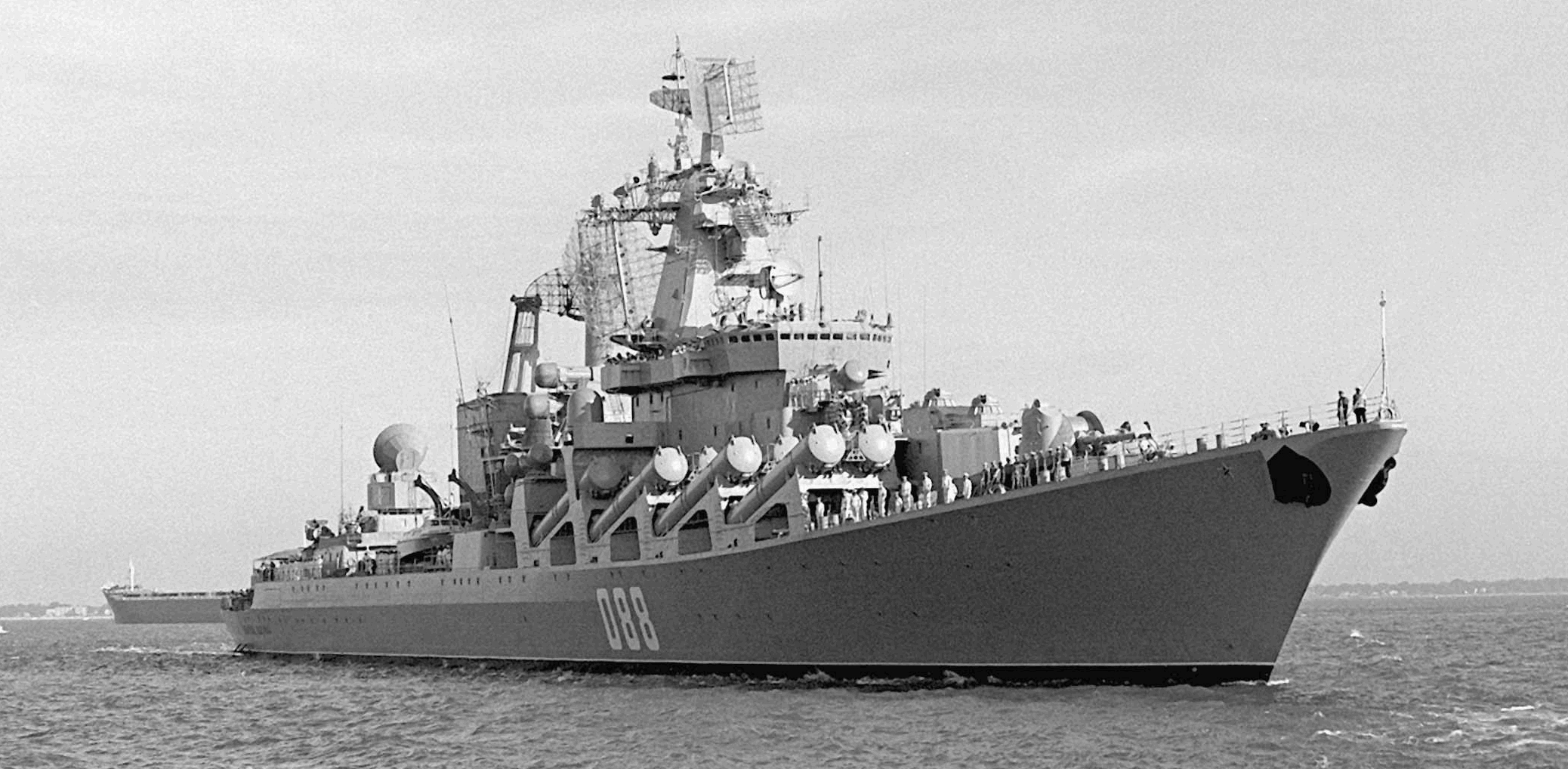
Ракетний крейсер «Маршал Устинов», 21 липня 1989
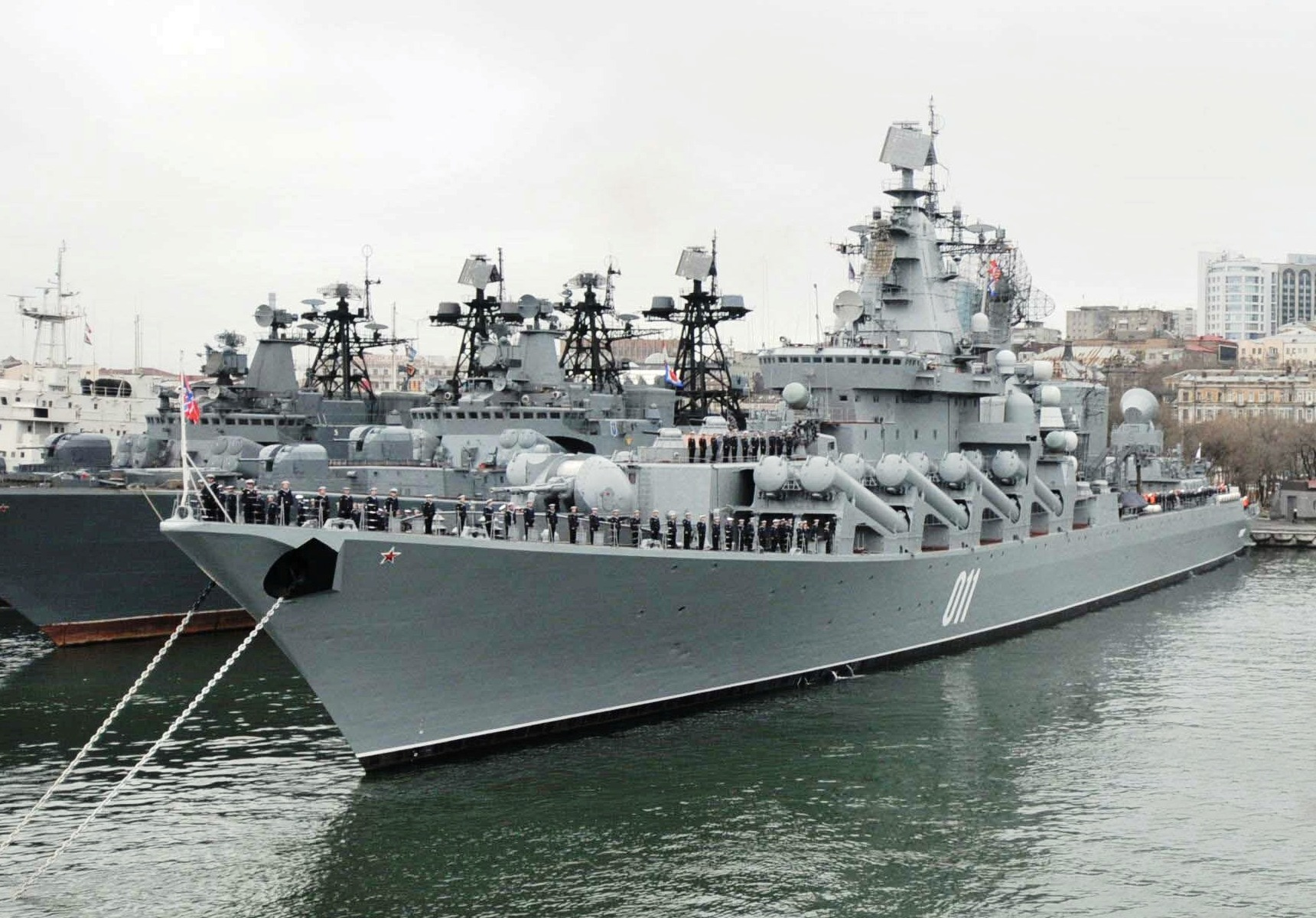
Ракетний крейсер «Варяг», 7 травня 2010
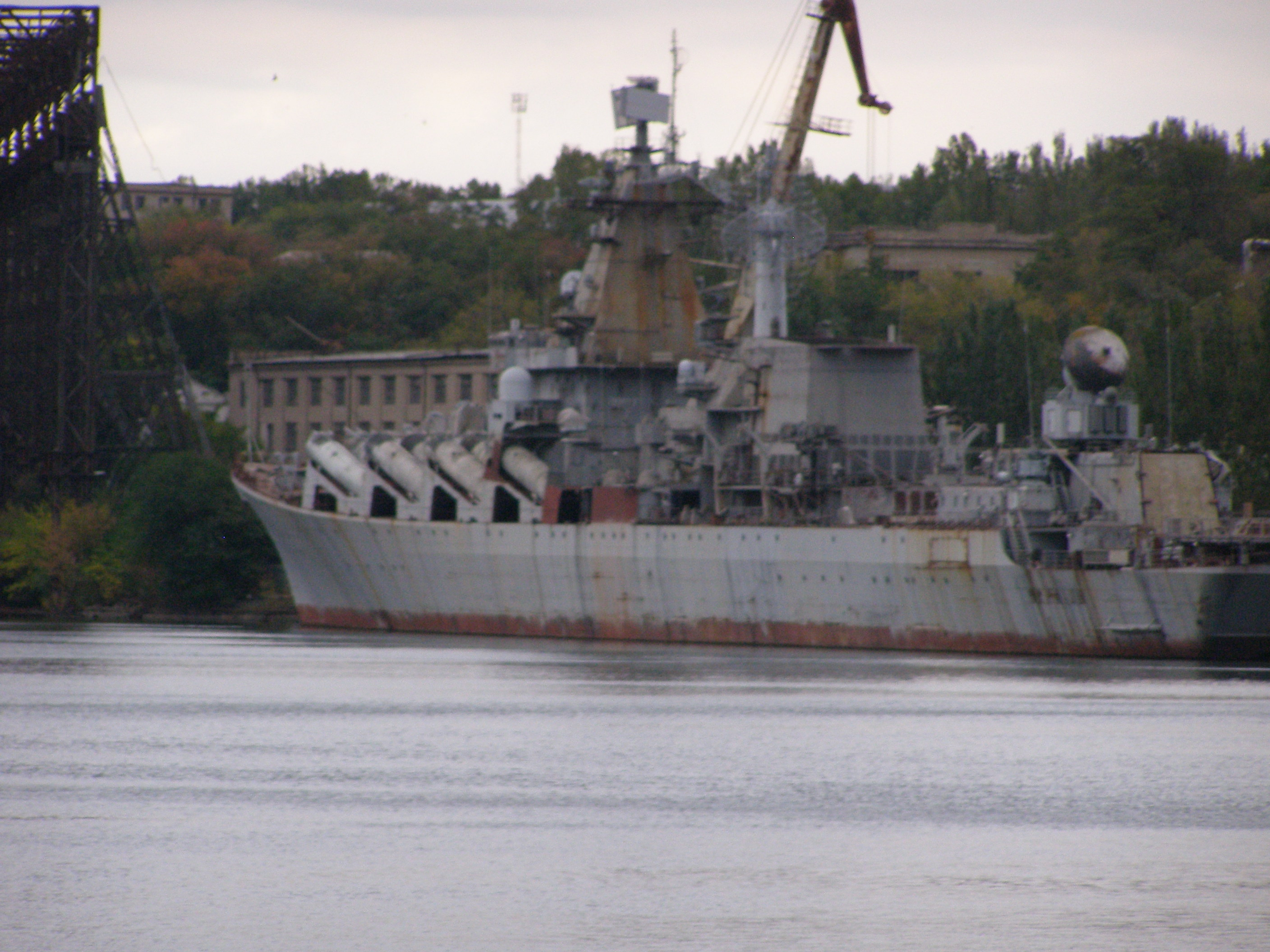
Ракетний крейсер «Україна», 1 жовтня 2009